# Hermann Mattheiß

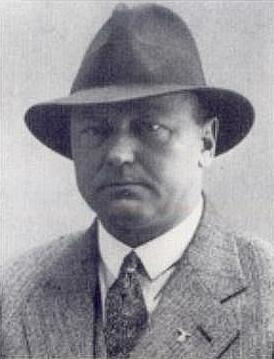
Hermann Mattheiß

Hermann Mattheiß (* 18. Juli 1893 in Ludwigstal; † 1. Juli 1934 in Ellwangen) war ein deutscher Jurist, SA-Führer und Polizist. Er war einer der Getöteten während des sogenannten Röhm-Putsches.

## Leben und Wirken

### Kaiserreich und Weimarer Republik
Mattheiß war der Sohn des Volksschullehrers Hermann Mattheiß. In seiner Jugend besuchte er die Friedrich-Eugen-Realschule in Stuttgart, die er 1911 mit der Reifeprüfung abschloss. Anschließend leistete er seinen Wehrdienst als Einjährig-Freiwilliger im württembergischen Feldartillerie-Regiment 65 ab. Ab 1912 studierte er Rechtswissenschaften an der Universität Tübingen.
Als Reservist im August 1914 zum Kriegsdienst eingezogen, nahm Mattheiß am Ersten Weltkrieg teil, in dem er zum Leutnant befördert und mit dem Eisernen Kreuz beider Klassen ausgezeichnet wurde. Nach seiner Demobilisierung zum 1. März 1919 nahm er seine Studien wieder auf. Die Erste Juristische Staatsprüfung bestand er 1919 und die Große Juristische Staatsprüfung 1922. Bereits 1921 war er mit einer Arbeit über die Entwicklung des Grundbuches in Württemberg zum Dr. jur. promoviert.
Vom 1. Juni 1922 bis 31. Dezember 1922 amtierte Mattheiß als stellvertretender Amtmann beim Oberamt Schorndorf. Anschließend fungierte er vom 24. Januar 1923 bis zum 31. März 1924 als Wissenschaftlicher Hilfsarbeiter beim statistischen Landesamt. Nach einem kurzen Intermezzo als juristischer Berichterstatter bei der Landespreisstelle Stuttgart vom 1. April 1924 bis zum 30. Juni 1924 wurde Mattheiß zum 1. Juli 1924 zum Hilfsrichter in Ellwangen und Ravensburg ernannt. Zum 21. Januar 1927 wechselte er als Amtsrichter nach Oberndorf. Von dort wurde er zum 18. September 1929 als Hilfsrichter nach Ellwangen versetzt, bevor er zum 17. Oktober 1930 als Amtsrichter nach Oberndorf zurückkehrte.
Politisch tat Mattheiß sich erstmals 1919 hervor, als er sich an der Gründung des Württembergischen Landesverbandes des Neudeutschen Ordens beteiligte. Im selben Jahr war er Mitglied des Tübinger Studentenkorps.
In den späten 1920er Jahren schloss er sich der NS-Bewegung an, in der seine Sympathien Gregor Strasser, mit dessen Gefolgsmann Fritz Kiehn er persönlich befreundet war, galten. Er wurde Mitglied der SA, in der er es zum SA-Standartenführer brachte, und der SS, in der er den Rang eines SS-Oberscharführers erreichte. Als Hauptfeinde der Partei betrachtete Mattheiß „den politisch verorteten Feind von links, verbonzte alte Eliten und die Kirche.“

### Zeit des Nationalsozialismus (1933–1934)
Nach der Machtergreifung der Nationalsozialisten wurde Mattheiß am 15. März 1933 durch den Reichskommissar für die württembergische Polizei, den süddeutschen SA-Führer Dietrich von Jagow, zum Unterkommissar für die Oberämter Balingen, Horb, Oberndorf, Rottweil, Spaichingen, Sulz und Tuttlingen ernannt.
Am 19. April 1933 ernannte der württembergische Innenminister Wilhelm Murr Mattheiß als Sonderkommissar zur besonderen Verwendung im württembergischen Innenministerium. Als im Zuge der Gleichschaltung am 28. April 1933 das württembergische Politische Landespolizeiamt direkt beim Innenministerium angesiedelt wurde, übernahm Mattheiß den Leiterposten. In dieser Stellung wurde er am 20. Juni 1933 rückwirkend zum 12. Mai 1933 zum Landgerichtsrat, am 5. Oktober 1933 zum Oberregierungsrat im Innenministerium ernannt und erhielt am 4. November 1933 in dieser Stellung den Titel eines „Präsidenten“ verliehen. 
Als Leiter der Politischen Polizei in Württemberg spielte Mattheiß in der Übergangsphase von der Weimarer Republik zur NS-Diktatur in den Jahren 1933/1934 „die entscheidende Rolle“ (Schuhladen-Krämer) bei der Verfolgung und Ausschaltung der politischen Gegner des NS-Staates in Württemberg. Insbesondere oblagen ihm als Polizeichef alle Angelegenheiten der Schutzhaft im Land: So wurden unter der Regie von Mattheiß zahlreiche politische Gegner der Nationalsozialisten in das KZ Heuberg eingewiesen. Nach der völligen Überfüllung dieses Lagers wurde es Ende 1933 geschlossen und durch das KZ Oberer Kuhberg bei Ulm ersetzt. Gemessen an der Bevölkerungszahl hatte das Land Württemberg unter der Ägide von Mattheiß, dem Wehling und Weber „Verfolgungswut“ zuschreiben, die größte Zahl an Schutzhäftlingen im ganzen Reich.
Anfang Mai 1934 wurde Mattheiß durch den Gauleiter von Württemberg vom Amt des Leiters der Politischen Polizei beurlaubt. Hintergrund waren persönliche Differenzen von Mattheiß mit Heinrich Himmler und Reinhard Heydrich, denen die Württembergische Polizei Ende 1933 unterstellt worden war. Zum Nachfolger von Mattheiß als Leiter der Politischen Landespolizei wurde Walter Stahlecker ernannt.
In der Erwartung seiner für Juli vorgesehenen Ernennung zum Landgerichtspräsidenten hielt sich Mattheiß anschließend einige Wochen zur Erholung in Friedrichshafen auf und reiste dann zu einem Besuch seiner Eltern nach Überlingen.

### Ermordung
Mattheiß wurde am 1. Juli 1934 im Laufe der Röhm-Affäre erschossen: 
Am Abend des 29. Juni 1934 befahl Hans-Adolf Prützmann, der Chef des SS-Oberabschnitts Südwest, dem SS-Standartenführer Beck und dem SS-Obersturmbannführer Glück (Chef des SD in Württemberg), Mattheiß zu verhaften. Am frühen Morgen des 30. Juni 1934 fuhren diese beiden zusammen mit zwei weiteren SS-Angehörigen zu diesem Zweck mit einem Dienstwagen nach Friedrichshafen, wo sie Mattheiß nicht vorfanden, dann nach Überlingen, um zu prüfen, ob Mattheiß sich eventuell bei seinen Eltern aufhielte, die dort wohnten. Tatsächlich konnten Beck und seine Leute Mattheiß in Überlingen in einer Gastwirtschaft in der Nähe seines Elternhauses aufspüren.
Das Kommando ließ Mattheiß zunächst noch einmal in das Haus seiner Eltern zurückkehren, um sich von seiner Familie zu verabschieden. Anschließend wurde er über Friedrichshafen und Ravensburg – wo es ihm kurzzeitig gelang, dem Kommando in einem Menschenauflauf davonzulaufen, bevor dieses ihn in einer Kneipe wieder stellen konnte – in die SS-Kaserne in Ellwangen gebracht, wo er am frühen Morgen des 1. Juli eintraf. Eine Stunde später, gegen 6.00 Uhr Morgens, wurde er von einem Exekutionskommando füsiliert. Am 2. Juli 1934 erhielt Mattheiß’ Ehefrau die Nachricht, ihr Mann sei in Ellwangen erschossen und anschließend in Stuttgart eingeäschert worden. Mattheiß’ Schwäger, die Brüder Egelhaaf, berichteten in einem Schreiben an den Justizminister, man habe ihnen zugetragen, dass Mattheiß sich bei der Erschießung geweigert habe, sich die Augen verbinden zu lassen, und mit dem zum Hitlergruß ausgestreckten Arm und den Worten „Ich bin unschuldig, Heil Hitler!“ auf den Lippen gestorben sei. Mattheiß hinterließ eine schwangere Frau und drei Kinder.
Die Hintergründe und Auftraggeber der Ermordung von Mattheiß sind bis heute nicht völlig geklärt: In der Literatur wird meistens angenommen, dass die Erschießung auf Befehle von Himmler und/oder Heydrich zurückging. Hans Bernd Gisevius, 1934 ein hoher Beamter im Innenministerium, schrieb später über Mattheiß’ Schicksal während des Röhm-Putsches:
„Eigentlich sollte er [Mattheiß] sich [als SS-Mann] heute besonders sicher fühlen. Doch es gibt einige Differenzen im schwarzen Lager, die nach Heydrichs Dafürhalten praktischerweise mitbereinigt werden. Durch halb Württemberg geht die Jagd. Schließlich haben sie ihn. Weder Stadelheim noch Lichterfelde noch auf der Flucht erschossen. Ganz schlicht und einfach: umgekommen.“
Denkbar ist allerdings auch, dass die Initiative zur Ermordung von Mattheiß auf den SS-Führer Prützmann zurückging, der mit Mattheiß persönlich verfeindet war, seitdem dieser sich geweigert hatte, Prützmanns SS-Leute in die Politische Polizei zu integrieren.

### Nachwirken
Nach 1945 bemühte sich Mattheiß’ Witwe darum, die Anerkennung ihres Mannes als „Opfer des Nationalsozialismus“ zu erreichen, ein Ansinnen, das Schuhladen-Krämer als „grotesk“ bezeichnet:
„Eine solche Einreihung wäre eine Verhöhnung der Opfer in der ersten Phase der Abrechnung der NSDAP mit ihren innenpolitischen Feinden gewesen, für die auch Mattheiß mit seiner ganzen Person mitverantwortlich gewesen war.“
Ob es zu einer solchen Anerkennung von Mattheiß als NS-Opfer kam, ist bislang ungeklärt. Die Akten der Staatsanwaltschaft Ellwangen aus einem 1950 eingestellten Verfahren gegen Fritz Kiehn u. a. wegen der vorsätzlichen Tötung Mattheiß’ (Aktenzeichen 4 Js 4739/48) gelten als verschollen.
Die Stuttgarter Zeitung berichtete am 15. Februar 1949 über die Verurteilung von drei Beteiligten an der Tötung von Mattheiß durch die Spruchkammer Ellwangen: Demnach führte die Spruchkammer ein Verfahren gegen Prützmann (in Abwesenheit), Erasmus von Malsen-Ponickau und Otto Glück (1900–1975). Die Anklage warf Prützmann vor, den Befehl zur Verhaftung von Mattheiß und zu seiner Verbringung nach Ellwangen gegeben zu haben. Malsen-Ponickau soll bei der Befehlserteilung anwesend gewesen sein. Glück, laut Zeitungsbericht mit Mattheiß persönlich verfeindet, wurde in der Anklage vorgeworfen, an der Verhaftung mitgewirkt zu haben. Dem Bericht der Stuttgarter Zeitung zufolge endete das Verfahren damit, dass die Spruchkammer die Erschießung von Mattheiß als vollkommen rechtswidrige Handlung einordnete, die aus rein politischen Gründen erfolgt sei. Aus diesem Grund reihte die Kammer alle drei Angeklagten in die Gruppe der „Hauptschuldigen“ ein. Prützmann (dessen zwischenzeitlicher Suizid damals unbekannt war, sodass er als verschollen galt) wurde eine Strafe von 10 Jahren Arbeitslager auferlegt, während Malsen-Ponickau und Glück jeweils zu Strafen von zwei Jahren Arbeitslager verurteilt wurden.

## Ehe und Familie
Mattheiß war seit etwa 1922 mit Anna Fanny Kossmann verheiratet. Aus der Ehe, die später geschieden wurde, ging der Sohn Hermann hervor, der 1943 in der Schlacht von Stalingrad umkam. In zweiter Ehe verheiratete Mattheiß sich mit Charlotte Egelhaaf, genannt Lotte (* 31. Mai 1909 in Balingen). Aus dieser Ehe gingen drei weitere Kinder hervor.

## Beförderungen
Beförderungen im Staatsdienst:
- 20. Juni 1933: Landgerichtsrat
- 1. November 1933: Oberregierungsrat
- 4. November 1933: Titel eines „Präsidenten“ in der Landespolizeiverwaltung

## Schriften
- Die Entwicklung des Grundbuchs in Württemberg, s. l. 1921. (Dissertation)
- NS-Kurier vom 30. Januar 1934, Sonderbeilage zum ersten Jahrestag der Machtergreifung.

## Archivalien
- Staatsarchiv Ludwigsburg: EL 902/2 Bü. 7588–7590 (Spruchkammerakten gegen beck, Glück und Prützmann)